# Michael Cherry
Michael Cherry (ur. 23 marca 1995) – amerykański lekkoatleta specjalizujący się w biegach sprinterskich.
W 2014 został mistrzem świata juniorów w sztafecie 4 × 100 metrów. W 2016 zdobył srebrny medal młodzieżowych mistrzostw NACAC w biegu na 400 metrów. W 2017 startował na mistrzostwach świata w Londynie, podczas których zdobył srebro w sztafecie 4 × 400 metrów. Rok później, również na drugim stopniu podium, zakończył zmagania w halowych mistrzostwach świata w Birmingham, tym razem w biegu na 400 metrów. W 2019 zdobył złoto mistrzostw świata w Dosze w sztafecie 4 × 400 metrów oraz w sztafecie mieszanej; jak również srebrny medal igrzysk panamerykańskich (w sztafecie 4 × 400 metrów). W 2021 był czwarty w biegu na 400 metrów podczas igrzysk olimpijskich w Tokio, a wraz z kolegami z reprezentacji zdobył złoto w sztafecie 4 × 400 metrów.
Złoty medalista mistrzostw NCAA.

## Osiągnięcia
| Rok  | Impreza                       | Miejsce      | Konkurencja                   | Pozycja    | Wynik   |
| ---- | ----------------------------- | ------------ | ----------------------------- | ---------- | ------- |
| 2014 | Mistrzostwa świata juniorów   | Eugene       | sztafeta 4 × 400 m            | 1. miejsce | 3:03,31 |
| 2016 | Młodzieżowe mistrzostwa NACAC | San Salvador | bieg na 400 m                 | 2. miejsce | 45,50   |
| 2016 | Młodzieżowe mistrzostwa NACAC | San Salvador | sztafeta 4 × 400 m            | 1. miejsce | 3:00,89 |
| 2017 | Mistrzostwa świata            | Londyn       | sztafeta 4 × 400 m            | 2. miejsce | 2:58,61 |
| 2018 | Halowe mistrzostwa świata     | Birmingham   | bieg na 400 m                 | 2. miejsce | 45,84   |
| 2018 | Halowe mistrzostwa świata     | Birmingham   | sztafeta 4 × 400 m            | 2. miejsce | 3:01,97 |
| 2018 | Mistrzostwa NACAC             | Toronto      | sztafeta 4 × 400 m            | 1. miejsce | 3:00,60 |
| 2019 | IAAF World Relays             | Jokohama     | sztafeta 4 × 400 m            | –          | DQ      |
| 2019 | Mistrzostwa świata            | Doha         | sztafeta 4 × 400 m            | 1. miejsce | 2:56,69 |
| 2019 | Mistrzostwa świata            | Doha         | sztafeta mieszana (4 × 400 m) | 1. miejsce | 3:04,94 |
| 2019 | Igrzyska panamerykańskie      | Lima         | sztafeta 4 × 400 m            | 2. miejsce | 3:01,72 |
| 2021 | Igrzyska olimpijskie          | Tokio        | bieg na 400 m                 | 4. miejsce | 44,21   |
| 2021 | Igrzyska olimpijskie          | Tokio        | sztafeta 4 × 400 m            | 1. miejsce | 2:55,70 |
| 2022 | Mistrzostwa świata            | Eugene       | bieg na 400 m                 | półfinał   | 45,28   |

## Rekordy życiowe
Stadion
- Bieg na 100 metrów – 10,79 (18 maja 2013, Suffolk)
- Bieg na 200 metrów – 20,72 (10 sierpnia 2020, Montverde) / 20,71w (3 kwietnia 2021, Baton Rouge)
- Bieg na 400 metrów – 44,03 (3 września 2021, Bruksela)
- Bieg na 800 metrów – 1:54,17 (25 lipca 2012, Baltimore)
- Sztafeta 4 × 100 metrów – 40,03 (11 kwietnia 2015, Coral Gables)
- Sztafeta 4 × 200 metrów – 1:20,82 (1 kwietnia 2017, Austin)
- Sztafeta 4 × 400 metrów – 2:55,70 (7 sierpnia 2021, Tokio)

Hala
- Bieg na 55 metrów – 6,63 (31 stycznia 2013, Hampton)
- Bieg na 200 metrów – 21,13 (22 stycznia 2016, Birmingham)
- Bieg na 300 metrów – 34,08 (25 lutego 2012, Hampton)
- Bieg na 400 metrów – 45,24 (7 lutego 2021, Fayetteville)
- Bieg na 500 metrów – 1:02,61 (5 lutego 2013, Hampton)
- Bieg na 600 metrów – 1:17,17 (5 lutego 2016, Albuquerque)
- Sztafeta 4 × 400 metrów – 3:01,97 (4 marca 2018, Birmingham)